# Хлебопрос, Рем Григорьевич
Рем Григо́рьевич Хлебопро́с (21 марта 1931, Калининдорф — 21 июля 2017, Красноярск) — советский и российский физик, биофизик и эколог, доктор физико-математических наук, профессор Сибирского федерального университета.

## Биография
Родился в еврейской сельскохозяйственной колонии Калининдорф — райцентра Калининдорфского еврейского национального района в Херсонской области УССР, в семье рабочего Герша (Григория) Евсеевича Хлебопроса (1907—1975) и Рахили Хлебопрос. При рождении получил имя Рэм по начальным буквам слов «революция», «электрификация», «мир». В большинстве научных монографий указано имя «Рэм», однако в литературе о нём и на ряде ресурсов нередко используется написание «Рем».
Окончил Киевский государственный университет имени Тараса Шевченко по специальности Теоретическая физика (1953).
В 1953—1964 годах преподавал физику в Нижнетагильском горнозаводском техникуме имени Ефима и Мирона Черепановых. В 1956 году в результате несчастного случая при проведении научного эксперимента (взорвалась стеклянная колба) полностью потерял зрение. После операции, проведённой в США в 1991 году, зрение частично восстановилось.
В 1964—1975 годах — аспирант, научный сотрудник Института физики Сибирского отделения Академии наук. В 1967 году защитил кандидатскую диссертацию «Эффект запаздывания при движении магнитного момента, обусловленный электромагнитным излучением», в 1975 году — докторскую на тему «Размерные и кинетические эффекты в слоистых ферромагнитных структурах».
С 1975 по 1988 год работал заведующим лабораторией математических методов исследования в красноярском Институте леса имени В. Н. Сукачёва. С 1978 года — профессор Красноярского государственного университета (позднее — Сибирского федерального университета), читал курсы по теории катастроф, катастрофам в природе и обществе, современным проблемам биофизики, взаимодействию экологии и бизнеса.
В 1988—2003 годах возглавлял теоретический отдел Института биофизики СО РАН. С 2003 года занимал пост директора Международного научного центра исследований экстремальных состояний организма при президиуме Красноярского научного центра.
Автор и соавтор более 200 научных публикаций, в том числе 9 монографий.
Награды: медаль «За трудовую доблесть» (1972), медаль «За доблестный труд. В ознаменование 100-летия Владимира Ильича Ленина».

## Монографии
- А. С. Исаев, Р. Г. Хлебопрос, Л. В. Недорезов, Ю. П. Кондаков. Динамика численности лесных насекомых. — Новосибирск: Наука. Сиб. отд-ние, 1984.
- А. И. Бузыкин, В. Л. Гавриков, О. П. Секретенко, Р. Г. Хлебопрос. Анализ структуры древесных ценозов. — Новосибирск: Наука. Сиб. отд-ние, 1985.
- А. Н. Горбань, Р. Г. Хлебопрос. Демон Дарвина. Идея оптимальности и естественный отбор. — М.: Наука (Главная редакция физико-математической литературы), 1988.
- Р. Г. Хлебопрос, А. И. Фет. Природа и общество: модели катастроф. — Новосибирск: Сибирский хронограф, 1999. — ISBN 5-87550-091-3.
- А. С. Исаев, Р. Г. Хлебопрос, Л. В. Недорезов, Ю. П. Кондаков, В. В. Киселев, В. Г. Суховольский, Популяционная динамика лесных насекомых. — М.: Наука, 2001.
- О. В. Тарасова, Е. Н. Пальникова, А. В. Ковалев, В. Г. Суховольский, Р. Г. Хлебопрос. Насекомые-филлофаги зеленых насаждений городов. — Новосибирск: Наука. Сиб. отд-ние, 2004.
- R. G. Khlebopro Okhs, V. A.onin, A. I. Fet. Catastrophes in nature and society: mathematical modeling of complex systems. — World Scientific, 2007.
- A. S. Isaev, R. G. Hlebopros, V. V. Kiselev, Ju. P. Kondakov, L. V. Nedorezov, V. G. Suhovol’skij. Forest insect population dynamics. — KMK Scientific Press, 2009.
- В. Б. Кашкин, Т. В. Рублева, Р. Г. Хлебопрос. Стратосферный озон: вид с космической орбиты / Сибирский федеральный ун-т, Красноярский науч. центр, Сибирское отд-ние РАН. — Красноярск : СФУ, 2015. — 182 с. — ISBN 978-5-7638-3348-5.